# フィルミーノ・モンテイロ
フィルミーノ・モンテイロ（Antônio Firmino Monteiro、1855年2月22日 – 1888年7月3日）はブラジルの画家である。エステヴァン・シルヴァ(c.1844-1891)とともにブラジルで絵画の高等教育を受けた初期のアフリカ系ブラジル人の画家である。歴史画やリオデジャネイロなどの風景を描いた。

## 略歴
リオデジャネイロの貧しい家庭に生まれた。印刷会社などで働いた後、1870年代になってリオデジャネイロのブラジル帝国美術アカデミー（Academia Imperial de Belas Artes）に入学した。アカデミーでビクトル・メイレレスやアゴスティーニョ・ジョゼ・ダ・モタ、ジョアン・ゼフェリーノ・ダ・コスタに学んだ。
1879年にブラジル全国美術展(Exposições Gerals de Belas Artes)に詩人ゴンサウヴェス・デ・マガリャンイス(Domingos José Gonçalves de Magalhães)の詩に題材をとった作品、「カムリンの葬儀(Exéquias de Camorim)」という作品を出展し、2等のメダルを受賞し、美術界にデビューした。まだ学生であったので、モンテイロの作品はペドロ・アメリコやビクトル・メイレレスといった有名画家の作品ほどは批評家からは注目されなかった。翌年から、非公式な展覧会に出展を続け、1881年の展覧会でジャーナリズムに取り上げられた。
1883年にヨーロッパに渡り 各地の風景を描いた。1884年にブラジルに戻り多くの作品をブラジル全国美術展に出展し、皇帝ペドロ2世から勲章(Imperial Ordem da Rosa)を受けた。その後再びヨーロッパに渡り、ブラジルにに戻った後、リオデジャネイロの工芸学校(Liceu de Artes e Ofícios do Rio de Janeiro)で教授に任命された。
1888年にニテロイで、突然亡くなった。33歳であった。

## 作品

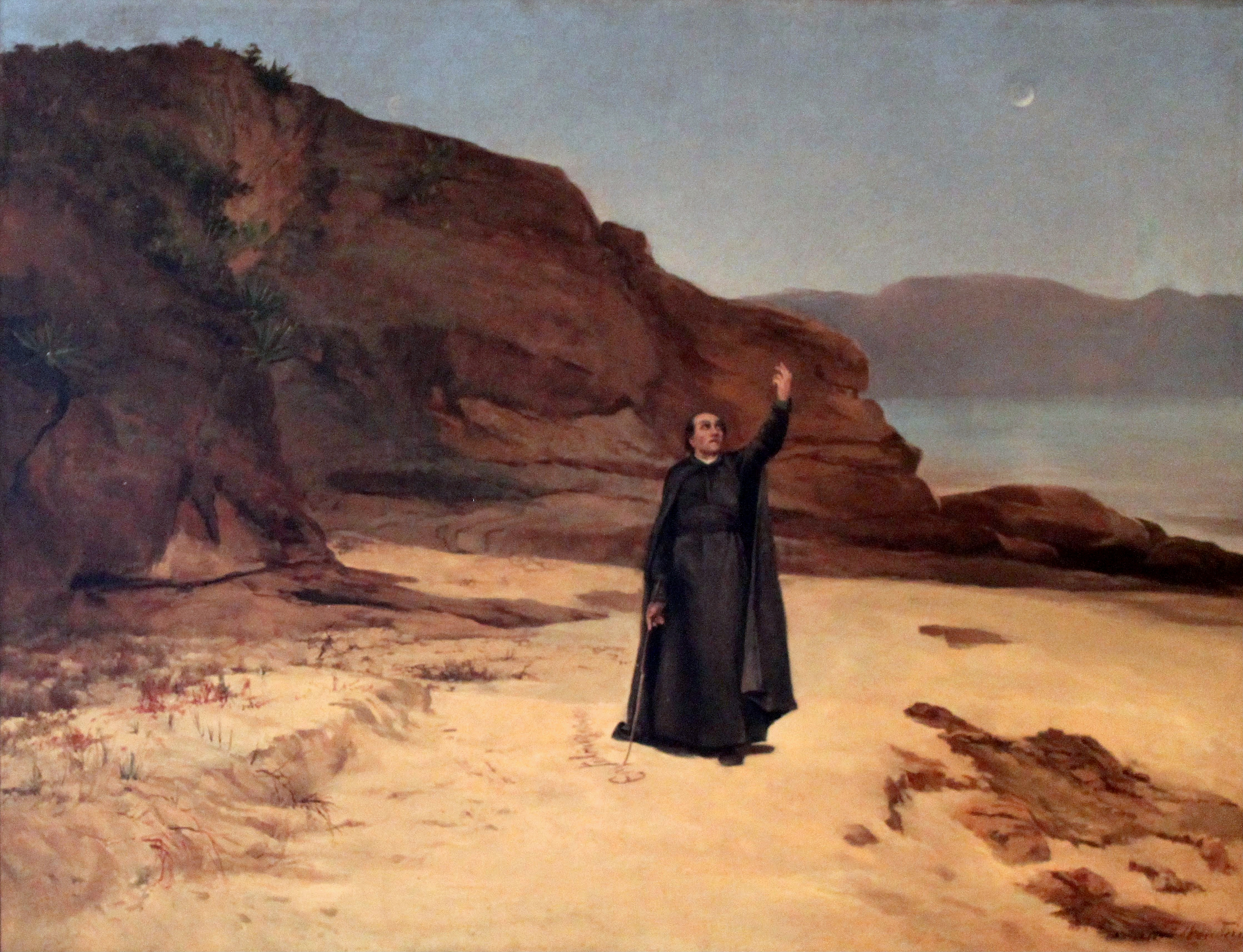
Poem to the Virgin ブラジル国立美術館 蔵
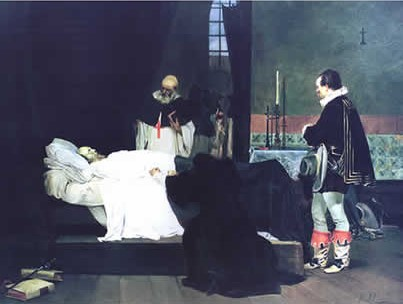
死の床の詩人カモンイス(1883)
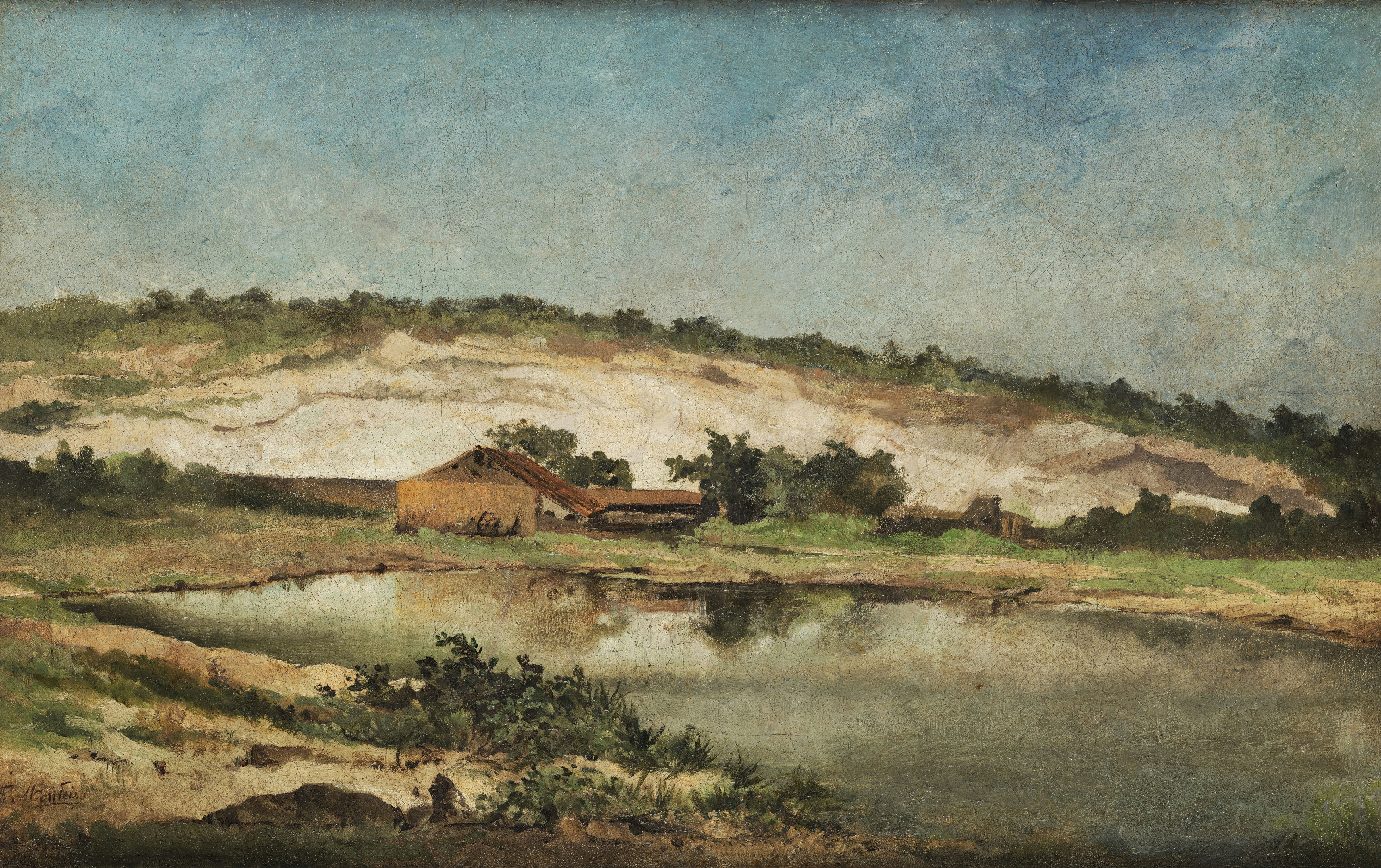
ニテロイの風景 (1884) ブラジル国立美術館 蔵
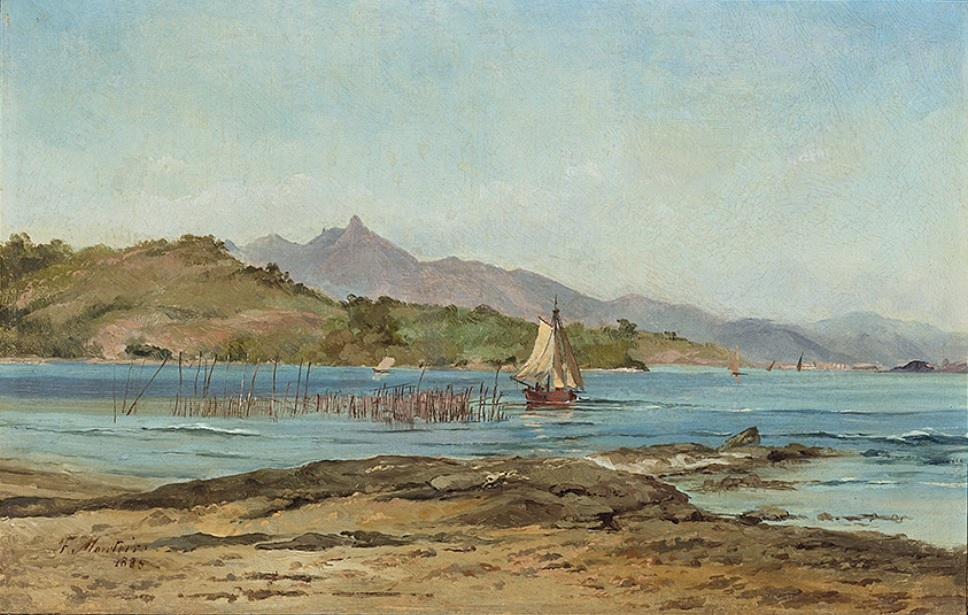
風景画 (1885)